# Amstetten (distrikt)
Amstetten är ett distrikt i det österrikiska förbundslandet Niederösterreich. Det består av två åtskilda områden på var sin sida staden Waidhofen an der Ybbs som inte ingår i distriktet.
I distriktet finns följande städer, köpingar och kommuner:

Kommunerna i distriktet Amstetten

Städer
- Amstetten
- Haag
- Sankt Valentin

Köpingar

- Allhartsberg
- Ardagger
- Aschbach-Markt
- Euratsfeld
- Ferschnitz
- Kematen an der Ybbs
- Neuhofen an der Ybbs
- Neustadtl an der Donau
- Seitenstetten
- Sonntagberg
- Sankt Georgen am Ybbsfelde
- Sankt Peter in der Au
- Strengberg
- Wallsee-Sindelburg
- Wolfsbach
- Ybbsitz
- Zeillern

Landskommuner

- Behamberg
- Biberbach
- Ennsdorf
- Ernsthofen
- Ertl
- Haidershofen
- Hollenstein an der Ybbs
- Oed-Oehling
- Opponitz
- Sankt Georgen am Reith
- Sankt Pantaleon-Erla
- Viehdorf
- Weistrach
- Winklarn